# Sokolniki (Silésie)
Pour les articles homonymes, voir Sokolniki.
Sokolniki est une localité polonaise de la gmina de Niegowa, située dans le powiat de Myszków en voïvodie de Silésie.